# Шугар Рамос
Ультімініо Рамос Закейра (ісп. Ultiminio Ramos Zaqueira), більш відомий, як Шугар Рамос (ісп. Sugar Ramos; 2 грудня 1941 — 3 вересня 2017) — колишній кубинсько-мексиканський професійний боксер.
Чемпіон світу у напівлегкій вазі за версіями WBA і WBC (21.03.1963—26.09.1964).
У 2001 році занесений до Міжнародної зали боксерської слави (англ. IBHOF).

## Спортивна кар'єра
Займатися боксом розпочав у 14-річному віці, як любитель. Провів понад 100 боїв, перш ніж у 1957 році перейшов у професіонали. Першим значним досягнення став титул чемпіона Куби, здобутий у 1960 році.
Після перемоги кубинської революції і подальшої заборони професійного боксу, емігрував до Мексики, де продовжив боксерську кар'єру.
13 липня 1963 року в Лос-Анджелесі (США) переміг тогочасного чемпіона світу американця Девіда Мура і став першим чемпіоном світу за версіями WBA і WBC. Протягом 1963—1964 років тричі захищав свої титули у поєдинках проти Рафіу Кінга (Нігерія), Міцунорі Секі (Японія) та Флойда Робертсона (Гана).
26 вересня 1964 року у Мехіко (Мексика) поступився мексиканцеві Вісенте Сальдівару.
Згодом ще двічі, у 1966 та 1967 роках, змагався за титул чемпіона світу за версіями WBA і WBC у легкій вазі, проте обидва рази поступився Карлосу Ортісу (Пуерто-Рико).